# نابليون (مغني)
«مطاع واسن شهباز بيل» لقبه نابليون هو عضو سابق في فرقة مغني الراب توباك شاكور أوتلوز (بالإنجليزية: Outlawz)‏، يعرف الآن بدوره كداعية ومتحدث إسلامي بين أوساط الشباب في أمريكا وأستراليا والدول الغربية والسعودية و يقيم في السعودية.

## وصلات خارجية
- نابليون على موقع ميوزك برينز (الإنجليزية)
- نابليون على موقع أول ميوزيك (الإنجليزية)
- نابليون على موقع ديسكوغز (الإنجليزية)
- نابليون على موقع ديسكوغز (الإنجليزية)
- خطبة في أستراليا على يوتيوب على يوتيوب